# Loving You’s a Dirty Job (But Somebody’s Gotta Do It)
A Loving You’s a Dirty Job Bonnie Tyler és Todd Rundgren duettje 1986-ból.

## A dalról
Todd Rundgren Steinman egyik legjobb barátja és egyben zenésztársa is. Szinte mindig együtt dolgoznak.  Todd volt Meat Loaf Bat Out of Hell című 1978-as albumának producere és vokalistája. 1983-ban Bonnie lemezén vokálozott és így volt ez a Secret Dreams And Forbidden Fire című lemezen is. Azonban Steinman megírta a Loving You's A Dirty Job (But Somebody's Gotta Do It) című dalt, melyet Rundgrennel adott elő Bonnie. A közel 8 perces rockballada szép sikereket ért el és videóklipet is forgattak hozzá. A dalból készült az eredeti verzión kívül egy rövidebb és egy még rövidebb rádiós verzió is.

## Kislemez

### "7 kislemez
| #   | Dalcím                                                              | Zeneszerző   | Producer     | Hossz |
| --- | ------------------------------------------------------------------- | ------------ | ------------ | ----- |
| 1/A | Loving You's a Dirty Job (But Somebody's Gotta Do It) Radio Version | Jim Steinman | Jim Steinman | 5:40  |
| 2/A | Undre Suspicion                                                     | Paul Hopkins | Jim Steinman | 4:24  |

### "12 kislemez
| #   | Dalcím                                                              | Zeneszerző     | Producer     | Hossz |
| --- | ------------------------------------------------------------------- | -------------- | ------------ | ----- |
| 1/A | Loving You's a Dirty Job (But Somebody's Gotta Do It) Album Version | Jim Steinman   | Jim Steinman | 7:47  |
| 1/B | Undre Suspicion                                                     | Paul Hopkins   | Jim Steinman | 4:24  |
| 2/B | It's A Jungle Out There (Special Jim Steinman Remix)                | Pilger / Polen | Jim Steinman | 3:57  |

## Toplistás helyezések
| Slágerlista (1986)    | Legjobb helyezés |
| --------------------- | ---------------- |
| Spanyol kislemezlista | 5                |
| Svájc kislemezlista   | 24               |
| Német kislemezlista   | 30               |
| Francia kislemezlista | 34               |
| Brit kislemezlista    | 73               |